# Оксиметазолін
Оксиметазолін (англ. Oxymetazoline, лат. Oxymetazolinum) — синтетичний препарат, який є похідним імідазолу, відноситься до групи стимуляторів альфа-адренорецепторів, та застосовується місцево, зазвичай інтраназально для полегшення симптомів нежиті. Препарат розроблений у Німеччині в 1961 році в лабораторії компанії «Merck»

## Фармакологічні властивості
Оксиметазолін — синтетичний препарат, що є похідним імідазолу, та відноситься до групи стимуляторів альфа-адренорецепторів. Механізм дії препарату полягає у звуженні судин у місці застосування, що призводить до зменшення набряку слизової оболонки носа та верхніх дихальних шляхів, а також зменшення кількості виділень з носа, наслідком чого є відновлення аерації навколоносових пазух та порожнини середнього вуха, що запобігає розвитку бактеріальних ускладнень. Оксиметазолін має не тільки протизапальну, імуномодулюючу та антиоксидантну дію, але й має пряму противірусну дію. Застосування препарату сприяє скороченню тривалості риніту та швидшому усуненню симптомів хвороби. Оксиметазолін у вигляді очних крапель також застосовується для лікування птозу верхньої повіки.

### Фармакокінетика
Оксиметазолін після місцевого застосування швидко всмоктується, дія препарату розпочинається через декілька хвилин після застосування, та триває в середньому 6—8 годин. Дані за метаболізм препарату відсутні. Виводиться оксиметазолін як із сечею, так і з калом, період напіввиведення препарату становить 35 годин.

## Показання до застосування
Оксиметазолін застосовується при гострих респіраторних захворюваннях, що супроводжуються закладеністю носа, при інших видах риніту, євстахіїті, захворюваннях навколоносових пазух; а також усунення набряку перед діагностичними маніпуляціями у носових ходах.

## Побічна дія
Найчастішими побічними реакціями оксиметазоліну є сухість і відчуття печіння у слизовій оболонці носа, в роті або у глотці, чхання. Рідше при застосуванні препарату може спостерігатися збільшення набряку слизової оболонки носової порожнини, алергічні реакції або носова кровотеча. Украй рідко при застосуванні препарату, переважно в маленьких дітей, можуть спостерігатися тахікардія, судоми, апное, головний біль, галюцинації, неспокій, швидка втомлюваність, а також артеріальна гіпертензія.
Тривале безперервне застосування оксиметазоліну (як і інших судинозвужувальних лікарських засобів) може призвести до звикання з розвитком медикаментозного риніту або тахіфілаксії.

## Протипокази
Оксиметазолін протипоказаний при підвищеній чутливості до препарату, сухому риніті. Препарат у концентрації 0,05 % застосовується виключно пацієнтам у віці більше 6 років, а в концентрації 0,025 % пацієнтам після 1 року. З обережністю оксиметазолін застосовується при глаукомі, важких захворюваннях серця та артеріальній гіпертензії, феохромоцитомі, метаболічних порушеннях, доброякісній гіперплазії передміхурової залози, при прийомі препаратів, які підвищують артеріальний тиск.

## Форми випуску
Оксиметазолін випускається у вигляді крапель для носа у флаконах по 5 мл 0,01 %, 0,025 % і 0,05 % розчину; а також у вигляді 0,025 % очних крапель.